# ماروس (فلسطین)
ماروس (به عربی: ماروس) روستایی فلسطینی، واقع در ۷ کیلومتری شمال شرق صفد بود.